# Flammekaster
En flammekaster er et våben, som er designet til at udskyde en lang kontrollerbar stråle af ild.
Nogle flammekastere bruger en stråle af antændt brændbar væske, andre en lang gasflamme. Flammekastere finde i versioner til at blive båret af en eller to mand og i tunge versioner, der er monteret på en kampvogn. De benyttes gerne til at dræbe eller drive forsvarere ud fra utilgængelige stillinger.
Den moderne flammekaster blev opfundet i Tyskland af Richard Fiedler. Han solgte idéen til den tyske hær i 1901. Ideen eksisterede også i oldtiden og middelalderen. Det byzantinske rige rådede over det frygtede våben den græske ild, der kunne udspy ild mod f.eks. fjendtlige skibe. Våbnet synes at have lignet napalm, idet ilden kunne flyde på vand og var vanskelig at slukke.